# Isomyia terminata
Isomyia terminata är en tvåvingeart som först beskrevs av Christian Rudolph Wilhelm Wiedemann 1830.  Isomyia terminata ingår i släktet Isomyia och familjen Rhiniidae. Inga underarter finns listade i Catalogue of Life.